# Defenestratie van Leuven
De defenestratie van Leuven was een incident op 22 december 1379 toen een woedende menigte diverse patriciërs van de stad Leuven uit ramen van het stadhuis van Leuven wierp.

## Voorgeschiedenis
De relaties tussen de ambachtslui van de stad Leuven en de heersende patriciërsklasse waren al langer gespannen en beide streden om de macht over de stad. Het conflict laaide hoog op toen Pieter Couterel, een meier destijds benoemd door hertog Jan III van Brabant en die werklieden steunde, in 1360 een succesvolle opstand leidde tegen het adellijke stadsbestuur. Er heerste een economisch crisis destijds in de lakennijverheid. De adel en patriciërs ontvluchtten de stad en Couterel werd in 1362 benoemd tot burgemeester van Leuven.
Zijn machtspositie was echter van korte duur en in 1364 viel hij in ongenade bij de hertog van Brabant, Wenceslaus, die onder druk werd gezet door de gevluchte Leuvense patriciërs.

## Defenestratie
In 1378 stak het conflict weer in alle hevigheid de kop op toen werklieden onder leiding van Wouter van der Leyden het stadhuis bezetten en het bestuur van de stad overnamen. De patriciërs vluchtten ditmaal naar de nabijgelegen stad Aarschot. Na onderhandelingen werd besloten het stadsbestuur te delen tussen de ambachten en de patriciërs. Dit was een zware klap voor de notabelen, die absolutistisch over de stad heersten. Teneinde het tij te keren lieten ze Wouter van der Leyden in december 1379 vermoorden. Hierop namen de ambachtslui wraak en namen patriciërs gevangen en leverden hen over aan de woedende menigte in Leuven. Deze misnoegde mensen bestormden het stadhuis en wierpen de patriciërs uit de ramen. Minstens vijftien patriciërs werden op deze manier gedood.